# Przemysł I della Grande Polonia
Przemysł I, in italiano Premislao, (Trzebnica, 1221? – Poznań, 4 giugno 1257), fu duca della Grande Polonia dal 1239 al 1257, duca di Gniezno dal 1239 al 1249 (con Boleslao dal 1239 al 1247) e poi dal 1250 al 1253, duca di Kalisz dal 1244 al 1247 (con Boleslao) e dal 1249 al 1253, duca di Wieluń dal 1249 al 1253, duca di Poznań dal 1249 al 1257.

## Biografia
Era il figlio maggiore del gran duca polacco Ladislao Odonic (Władysław Odonic) dalla moglie Edvige (Jadwiga), che probabilmente era figlia del duca Samboride Mestwin I di Pomerania, o un membro della dinastia boema dei Přemyslidi (supposizione sostenuta dal nome dato a suo figlio, il primo della dinastia Piast che lo porta), o della casa bavarese di Andechs. Il duca Ladislao Odonic ordinò che suo figlio ricevesse un'istruzione completa; come attestato nella Kronika wielkopolska, il giovane Przemysł era in grado di leggere facilmente i salmi latini.

### Inizio del governo

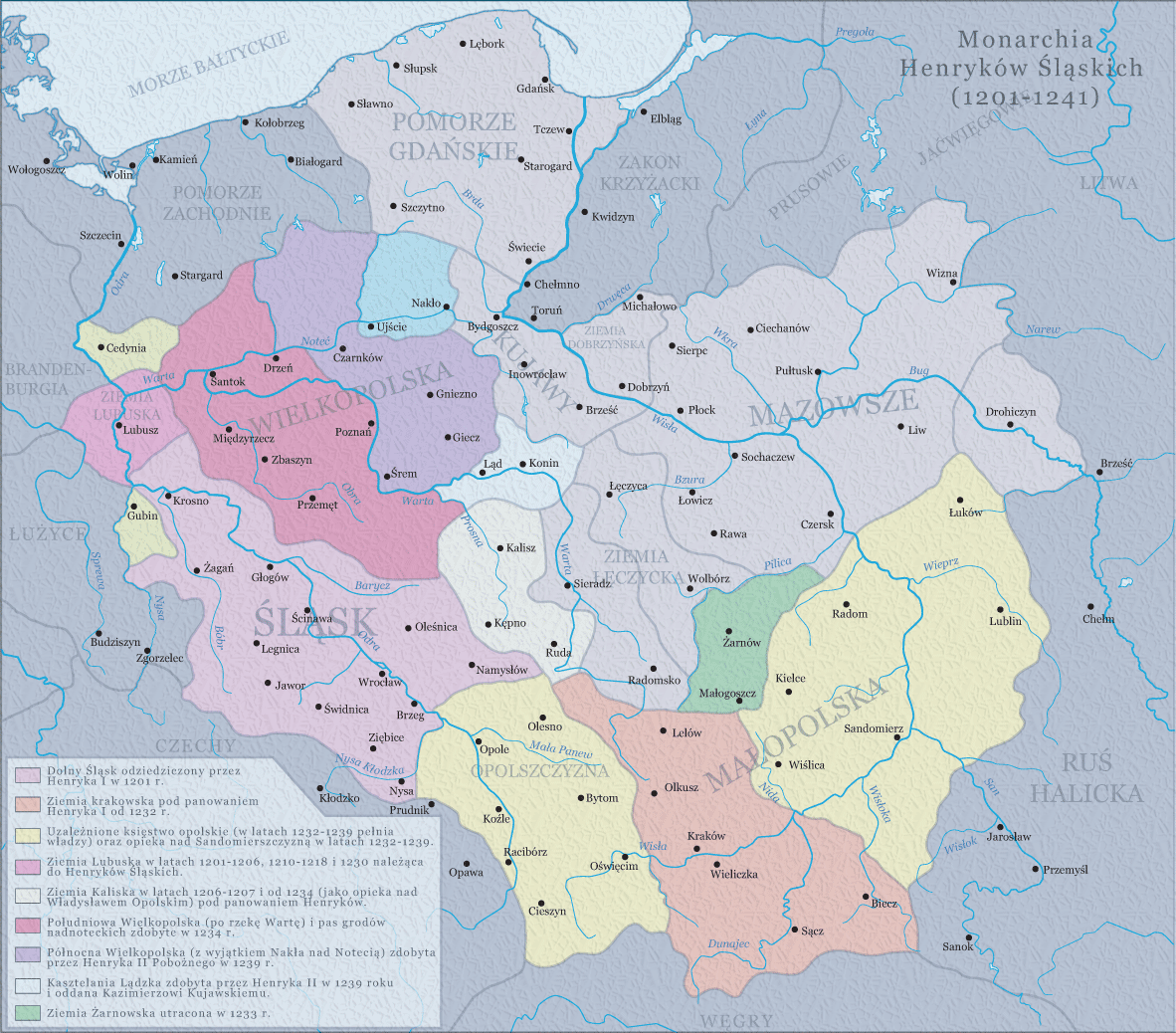
Ducati polacchi sotto il dominio di Enrico I ed Enrico II 1201–1241

Przemysł appare per la prima volta in documenti ufficiali firmati da suo padre dal 1232 in poi, e dopo la morte di Ladislao Odonic il 5 giugno 1239 iniziò il suo dominio, durante il periodo della frammentazione della Polonia (1138 - 1314 ca.). Due anni dopo (nel 1241), Przemysł approvò suo fratello minore Boleslao come co-sovrano ufficiale, sebbene questa fosse solo una formalità. In realtà Przemysł regnò da solo.
Il principato ereditato da suo padre era composto dalla Grande Polonia settentrionale, che includeva Ujście e Nakło (anche se alcuni storici ritengono che Ladislao Odonic abbia perso Ujście e Nakło prima della sua morte). Successivamente, si sforzò di recuperare la parte rimanente della Grande Polonia. Nel 1241, dopo la morte di suo cugino della Slesia, il gran duca Enrico II il Pio, nella battaglia di Legnica del 1241, Przemysł recuperò Poznań e Gniezno, e successivamente riuscì a conquistare anche le parti della Grande Polonia precedentemente controllate dai duchi di Slesia.

### Riconquista delle terre perdute
Nel 1242 Przemysł I riconquistò Zbąszyń e Międzyrzecz da Boleslao II il Calvo.  La presenza di Przemysł in Slesia costrinse l'intervento del duca Świętopełk II di Pomerania, che catturò Nakło. Tuttavia Przemysł riprese rapidamente il controllo del distretto dal sovrano della Pomerania. 
Nonostante il suo successo militare, Przemysł cercò di porre fine alle sue controversie con i Piast di Slesia e nel 1244 sposò Elisabetta, sorella di Boleslao II, nel monastero di Trzebnica. Contrariamente ai suoi piani, questo matrimonio non calmò la situazione al confine tra Slesia e Grande Polonia, ma permise a Przemysł di recuperare Kalisz dal duca Ladislao I di Opole.  Fallì tuttavia nel suo tentativo di recuperare Wieluń, che fu annesso alla Grande Polonia solo nel 1249.. Le azioni contro i figli di Enrico II il Pio furono completate nel 1247 quando fu recuperato Santok.

### Guerra nella Grande Polonia contro l'opposizione, lotta con i Piast di Slesia
Nel 1247 Przemysł I fu costretto dai cavalieri locali a dare a suo fratello Boleslao il distretto di Kalisz come ducato separato, ma in politica estera mantenne la piena autorità sulla Grande Polonia.  Non è stata fu l'ultimo conflitto interno. Un anno dopo, il sovrano della Grande Polonia annientò l'opposizione imprigionando i suoi leader, il castellano di Poznań Thomas di Nałęczów e i suoi figli. Przemysł I li liberò nel 1250, quando fu coinvolto nel conflitto tra Boleslao II il Calvo e suo fratello Corrado (marito della sorella di Przemysł I, Salome/Salomea). L'intervento del Duca della Grande Polonia aiutò Corrado a ottenere il distretto di Głogów come suo ducato indipendente.
Nel 1249 Przemysł scambiò di nuovo territori con suo fratello, dandogli Gniezno e diventando duca di Poznań e Kalisz. Nel 1250, per ragioni sconosciute, Przemysł fece arrestare Boleslao, diventando così l'unico sovrano della Grande Polonia (Poznań, Gniezno e Kalisz). Solo a Pasqua del 1253, dopo l'intervento della Chiesa, i fratelli furono finalmente riconciliati e Boleslao ricevette il ducato di Kalisz-Gniezno.
Durante la prima metà del XIII secolo, Przemysł I promosse una politica più pacifica, lavorando a stretto contatto con suo cognato Corrado I di Głogów e dando a sua sorella Eufemia in matrimonio con il duca Ladislao di Opole.  Inoltre, ricevette l'aiuto di suo fratello Boleslao con truppe contro il duca Casimiro I di Cuiavia per il possesso di Ladzka. Nel 1254 organizzò una spedizione armata contro Enrico III il Bianco, distruggendo parte dei beni del vescovadodi Breslavia (cioè Oleśnica), per il quale Przemysł I fu scomunicato, e la pena fu rimossa solo dopo che il Duca della Grande Polonia riparò i danni arrecati alla Chiesa. La successiva campagna contro Enrico III fu lanciata nel settembre dello stesso anno, ma questa volta la spedizione congiunta di Przemysł I, suo fratello Boleslao e Corrado I di Głogów evitò danni ai beni della Chiesa.

### Guerra contro l'espansione del Brandeburgo
In politica estera, la principale preoccupazione del duca Przemysł era l'espansionismo dei margravi Ascanidi del Brandeburgo a ovest. Fermò l'avanzata delle truppe di Brandeburgo nei suoi domini (Santok nel 1247, Zbąszyń nel 1251 e Drezdenko nel 1252) ma la situazione rimase tesa sul confine occidentale. Per risolvere questo problema, tra il 1254 e il 1255 Przemysł cercò di stabilire relazioni migliori con la Casa degli Ascanidi attraverso il fidanzamento della figlia maggiore Costanza con Corrado, figlio del Margravio Giovanni I (il matrimonio ebbe luogo dopo la morte di Przemysł I, nel 1260). Tuttavia, questa strategia alla fine si rivelò un errore politicamente dato che gli Ascanidi usarono il matrimonio per rivendicare i diritti sulla regione occidentale della Grande Polonia per la cosiddetta "Nuova Marca".

### Poznań, capitale della Grande Polonia
Nel 1253 Przemysł scelse come sua capitale la città di Poznań, situata sulla riva sinistra del fiume Warta. Iniziò anche la costruzione del Castello Reale sulla collina che domina la città.

## Politica religiosa

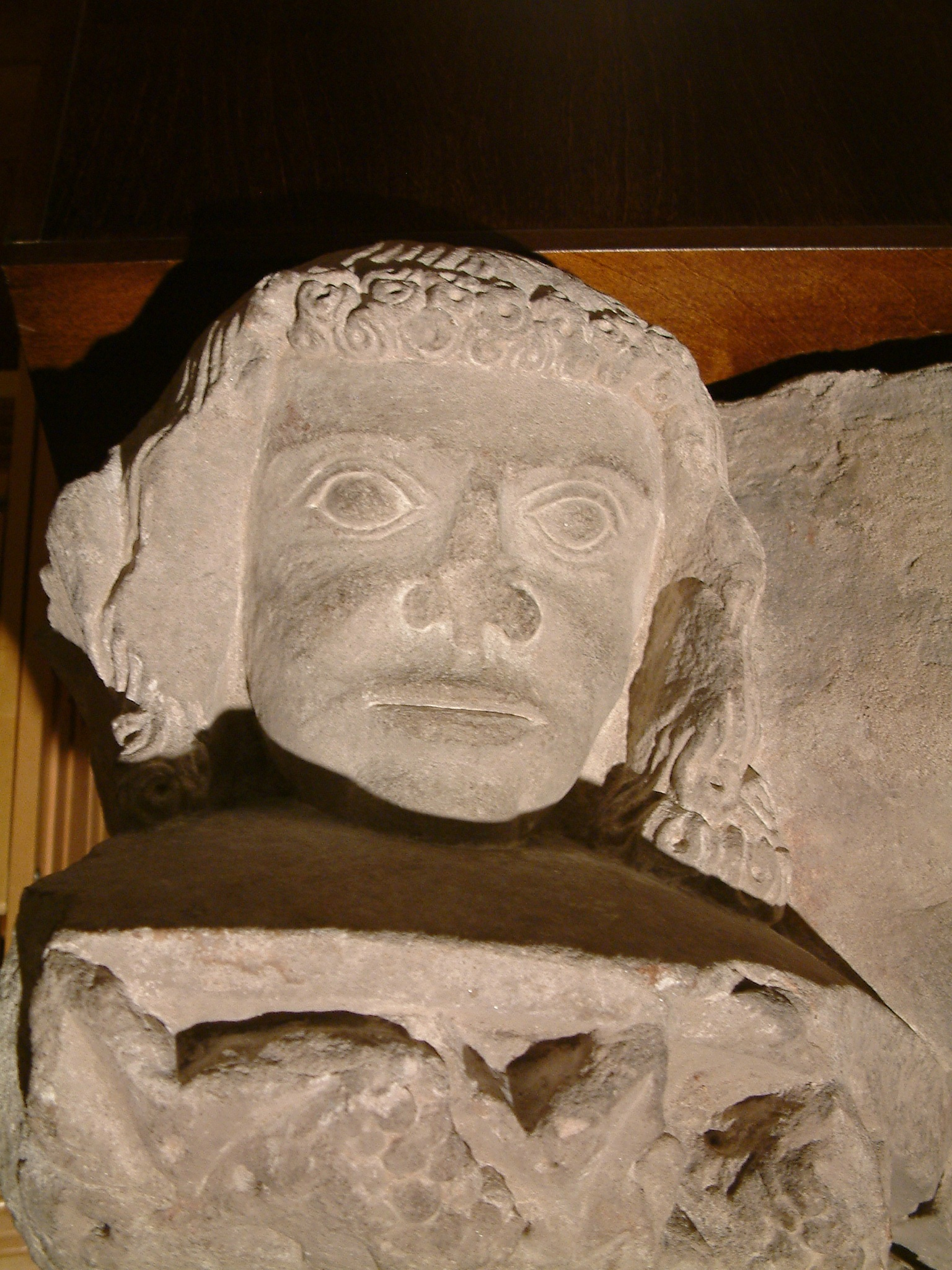
Testa tradizionalmente riconosciuta come volto di Przemysł I nella Chiesa del Santissimo Cuore di Gesù e Madre di Dio della Consolazione a Poznań

La linea politica di Przemysł si basava su una più stretta cooperazione con la Chiesa (in particolare i vescovi di Poznań, Bogufał II e Bogufał III) che causò l'opposizione dei cavalieri. Nel 1244 i cavalieri locali si ribellarono contro di lui e cercarono di abolire l'immunità giudiziaria e fiscale guadagnata dai vescovi da Ladislao Odonic. Przemysł accettò inizialmente la richiesta, ma nel 1252 ristabilì il precedente privilegio e li ampliò ulteriormente.
Nonostante i problemi periodici con le élite laiche, Przemysł I ebbe il sostegno di un folto gruppo di consiglieri di fiducia, come il governatore di Poznań Przedpełk Łódź, il castellano di Poznań Boguchwał, il giudice Domarat Grzymalita e il maestro di caccia Pakosław Awdaniec.
L'8 maggio 1254 Przemysł prese parte al Congresso nazionale dei principi Piast a Cracovia, convocato per la canonizzazione di San Stanislao. Tra i principi che vi parteciparono c'erano suo fratello Boleslao, Casimiro I di Cuiavia, Siemowit I di Masovia, Ladislao di Opole e l'ospite, Boleslao V il Casto. L'istituzione di contatti amichevoli con i suoi parenti si rivelò utile un anno dopo, quando il duca Mestwin II di Pomerania conquistò il distretto di Nakło. Dopo la guerra conseguente Przemysł riuscì a recuperare Nakło solo dopo aver pagato 500 pezzi d'argento nel 1256.

## Morte
Przemysł I morì a Poznań il 4 giugno 1257 e fu sepolto nella Cattedrale di Wawel. Una scultura probabilmente raffigurante la sua testa è esposta nella volta della Chiesa del Santissimo Cuore di Gesù e Madre di Dio della Consolazione a Poznań. Si ritiene che un dipinto nel Museo storico del municipio di Poznań sia il ritratto di Przemysł I, ma questo è stato messo in discussione dagli storici dell'arte.

## Matrimonio e figli
Nel 1244 Przemysł sposò Elisabetta (circa 1232-16 gennaio 1265), figlia di Enrico II il Pio, duca di Breslavia. Ebbero i seguenti figli:
- Costanza (1245/46 - 8 ottobre 1281), sposata nel 1260 con Corrado, Margravio di Brandeburgo-Stendal.
- Eufrosia (1247/50 - 17/19 febbraio 1298), badessa di Santa Clara a Trzebnica.
- Anna (1253 - poppa. 26 giugno 1295), badessa a Owińska.
- Eufemia (1253-5 settembre 1298), gemella di Anna; suora di Santa Clara, Breslavia.
- Przemysł II (postumo, 14 ottobre 1257-8 febbraio 1296).

Al momento della morte di Przemysł I, sua moglie era incinta di cinque mesi del loro ultimo figlio. Suo fratello Boleslao assunse il governo di tutti i suoi domini. Dopo la sua nascita, il giovane Przemysł II rimase sotto la tutela di suo zio fino al 1273, quando ricevette Poznań come proprio distretto. Alla fine, Przemysł II ereditò l'intera Grande Polonia dopo la morte di suo zio nel 1279 e successivamente divenne re di Polonia nel 1295. Con la sua morte un anno dopo, il ramo della Grande Polonia della dinastia Piast, discendente dal duca Miecislao III il Vecchio (in polacco: Mieszko III Stary) si estinse.